# Ханвик, Мэтт
Мэтт Ха́нвик (англ. Matt Hunwick; 21 мая 1985, Уоррен, США) — американский хоккеист, защитник. Бронзовый призёр чемпионата мира 2013 года, чемпион мира среди молодёжных команд 2004 года.

## Игровая карьера
Мэтт Ханвик с 2001 по 2003 год выступал за юниорскую сборную США. С 2003 по 2007 год он выступал за университет Мичигана в NCAA. За это время он попадал в сборную новичков CCHA (2004), вторую сборную всех звёзд CCHA (2005 и 2006), первую сборную всех звёзд CCHA (2007) и во вторую сборную NCAA (2007).
В 2004 году на драфте НХЛ Ханвика в седьмом раунде выбрал «Бостон Брюинз». После окончания обучения в университете Ханвик присоединился к фарм-клубу «Бостона» в «АХЛ» — «Провиденс Брюинз». Начиная с сезона 2008/09 Ханвик стал игроком основы «Бостона». 18 апреля 2009 года Ханвик получил травму в матче плей-офф против «Монреаль Канадиенс». Он был доставлен в больницу, где ему была проведена операция по удалению селезёнки. 20 июля 2009 года Ханвик подписал с «Бостоном» новый контракт на два года.
29 ноября 2010 года «Бостон» обменял Ханвика в «Колорадо Эвеланш» на защитника Колби Коэна. 30 июня 2011 года Ханвик подписал новый контракт с «Колорадо» на один год. В сезоне 2011/12 Ханвик провёл всего 33 матча за «Эвеланш» из-за того, что оставался в запасе по решению тренера. 7 июня 2012 года Ханвик продлил соглашение с «Колорадо» ещё на два года. В сезоне 2013/14 Мэтт сыграл за «Колорадо» всего один матч, большую часть сезона проведя в АХЛ в фарм-клубе «Лейк Эри Монстерз».
1 июля 2014 года свободный агент Ханвик подписал контракт с «Нью-Йорк Рейнджерс».
1 июля 2015 года Ханвик перешёл в «Торонто Мейпл Лифс» и подписал с клубом двухлетний контракт на общую сумму 2,4 миллиона долларов.